# Granja del Perutxo
La Granja del Perutxo és una masia situada al municipi d'Alcarràs a la comarca catalana del Segrià.